# Moret-Loing-et-Orvanne
Moret-Loing-et-Orvanne és un municipi nou francès, situat al departament del Sena i Marne i a la regió d'Illa de França.
Forma part del cantó de Montereau-Fault-Yonne, del districte de Fontainebleau i de la Comunitat de comunes Moret Seine et Loing.
Creat a l'1 de gener de 2017 amb la fusió del municipis de Moret Loing et Orvanne i Veneux-les-Sablons.